# مدح
مدح (انگلیسی: panegyric) اصطلاحاً به تعریف و تمجید کردن از دیگری گفته می‌شود.
در فرهنگ ایرانی، مدح جایگاه بزرگی داشته‌است. شاهان ایران و اکثر نقاط دنیا به اینکه از آنها تعریف شود، اهمیت زیادی می‌داده‌اند.